# Xã Stafford, Quận Renville, Bắc Dakota
Xã Stafford (tiếng Anh: Stafford Township) là một xã thuộc quận Renville, tiểu bang Bắc Dakota, Hoa Kỳ. Năm 2010, dân số của xã này là 38 người.